# Coupe du Kazakhstan de football 2010
Navigation
Édition précédente Édition suivante
La Coupe du Kazakhstan 2010 est la 19e édition de la Coupe du Kazakhstan depuis l'indépendance du pays. Elle prend place du 18 avril au 14 novembre 2010.
Un total de 28 équipes prennent part à la compétition, toutes issues des deux premières divisions nationales kazakhes pour la saison 2010.
La compétition est remportée par le Lokomotiv Astana qui l'emporte face au Chakhtior Karagandy à l'issue de la finale et gagne sa première coupe nationale. Cette victoire lui permet de se qualifier pour l'édition 2011 de la Supercoupe du Kazakhstan, mais du fait de la non-obtention d'une licence de l'UEFA, sa place pour le premier tour de qualification de la Ligue Europa 2011-2012 est finalement réattribuée au Chakhtior en tant que finaliste de la compétition.

## Premier tour
Les rencontres de ce tour sont jouées les 18 et 19 avril 2010 et voient l'entrée en lice des équipes de la deuxième division.
| Date          | Club                    | Score | Club                    |
| ------------- | ----------------------- | ----- | ----------------------- |
| 18 avril 2010 | Kaspiy Aqtaw (D2)       | 3 - 0 | (D2) Aktobe-Jas         |
| 18 avril 2010 | Lachyne Taraz (D2)      | 2 - 1 | (D2) Kaysar Kyzylorda   |
| 18 avril 2010 | Spartak Semeï (D2)      | 0 - 4 | (D2) Vostok Öskemen     |
| 18 avril 2010 | Sunkar Kaskelen (D2)    | 2 - 1 | (D2) Ak-Bulak Talgar    |
| 18 avril 2010 | Tsesna Almaty (D2)      | 4 - 0 | (D2) FK Ile-Saulet      |
| 18 avril 2010 | Bolat Temirtaw (D2)     | 2 - 5 | (D2) Kazakhmys Satpaïev |
| 18 avril 2010 | Gefest Saran (D2)       | 3 - 2 | (D2) FK Astana-1964     |
| 19 avril 2010 | Kyzyljar Petropavl (D2) | 3 - 0 | (D2) FK Asbest          |

## Deuxième tour
Les rencontres de ce tour sont jouées le 24 avril 2010.
| Date          | Club                | Score                | Club                    |
| ------------- | ------------------- | -------------------- | ----------------------- |
| 24 avril 2010 | Kaspiy Aqtaw (D2)   | 0 - 2                | (D2) Lachyne Taraz      |
| 24 avril 2010 | Vostok Öskemen (D2) | 1 - 0                | (D2) Sunkar Kaskelen    |
| 24 avril 2010 | Tsesna Almaty (D2)  | 3 - 3 ap (5 - 4 tab) | (D2) Kazakhmys Satpaïev |
| 24 avril 2010 | Gefest Saran (D2)   | 3 - 2 ap             | (D2) Kyzyljar Petropavl |

## Huitièmes de finale
Les rencontres de ce tour sont jouées le 16 mai 2010. Les équipes de la première division 2010 font leur entrée à ce stade de la compétition.
| Date        | Club                       | Score | Club                     |
| ----------- | -------------------------- | ----- | ------------------------ |
| 16 mai 2010 | Jetyssou Taldykourgan (D1) | 1 - 0 | (D1) Kaïrat Almaty       |
| 16 mai 2010 | FK Atyraou (D1)            | 9 - 2 | (D1) Okjetpes Kökşetaw   |
| 16 mai 2010 | Ordabasy Chimkent (D1)     | 5 - 0 | (D1) Akjaïyk Oural       |
| 16 mai 2010 | FK Taraz (D1)              | 1 - 0 | (D1) Irtych Pavlodar     |
| 16 mai 2010 | Lachyne Taraz (D2)         | 0 - 2 | (D1) FK Aktobe           |
| 16 mai 2010 | Tsesna Almaty (D2)         | 0 - 3 | (D1) Lokomotiv Astana    |
| 16 mai 2010 | Vostok Öskemen (D2)        | 1 - 2 | (D1) Tobol Kostanaï      |
| 16 mai 2010 | Gefest Saran (D2)          | 0 - 4 | (D1) Chakhtior Karagandy |

## Quarts de finale
Les rencontres de ce tour sont jouées le 26 septembre 2010.
| Date              | Club                       | Score | Club                   |
| ----------------- | -------------------------- | ----- | ---------------------- |
| 26 septembre 2010 | Jetyssou Taldykourgan (D1) | 3 - 0 | (D1) FK Atyraou        |
| 26 septembre 2010 | Lokomotiv Astana (D1)      | 1 - 0 | (D1) FK Taraz          |
| 26 septembre 2010 | Chakhtior Karagandy (D1)   | 2 - 1 | (D1) FK Aktobe         |
| 26 septembre 2010 | Tobol Kostanaï (D1)        | 1 - 4 | (D1) Ordabasy Chimkent |

## Demi-finales
Les demi-finales sont disputés sous la forme de confrontations en deux manches, les matchs aller étant joués le 19 octobre et les matchs retour le 10 novembre 2010.
| Club                       | Score  | Club                   | Aller | Retour |
| -------------------------- | ------ | ---------------------- | ----- | ------ |
| Jetyssou Taldykourgan (D1) | 0 - 2  | (D1) Lokomotiv Astana  | 0 - 1 | 0 - 1  |
| Chakhtior Karagandy (D1)   | 2E - 2 | (D1) Ordabasy Chimkent | 0 - 1 | 2 - 0  |

## Finale
La finale de cette édition oppose le Lokomotiv Astana, qui dispute sa première finale de coupe, au Chakhtior Karagandy, dont il s'agît là de la deuxième finale consécutive. La rencontre est disputée le 14 novembre 2010 à l'Astana Arena d'Astana et voit le Lokomotiv l'emporter sur le score de 1-0, l'unique but de la rencontre étant inscrit par Mikhaïl Rojkov durant la première mi-temps et permettant aux siens de remporter leur première coupe nationale.
| Entraîneur : |
| Holger Fach  |

| Entraîneur :   |
| Askar Abildaev |

| Entraîneur : |
| Holger Fach  |

| Entraîneur :   |
| Askar Abildaev |